# Marta Boberska
Marta Boberska (ur. 1970) – śpiewaczka (sopran) i aktorka, solistka Polskiej Opery Królewskiej.
Absolwentka Akademii Muzycznej im. Fryderyka Chopina w Warszawie (cum laude, 1995) w klasie śpiewu prof. Janiny Skalik. Od roku 1994 do 2017 była solistką Warszawskiej Opery Kameralnej (partie solowe w operach Mozarta, Monteverdiego, Händla i in.), a od 2017 jest solistką Polskiej Opery Królewskiej.
Wykonuje zarówno muzykę dawną (m.in. utwory kameralne i oratoryjno-kantatowe), jak i współczesną (m.in. prawykonanie cyklu pieśni Marijn Simons, opera Balthazar Zygmunta Krauzego), współpracując m.in. z Władysławem Kłosiewiczem, Jerzym Maksymiukiem, Agatą Sapiechą i Markiem Toporowskim. Ma na koncie nagrania muzyki filmowej (m.in. do filmów Andrzeja Wajdy i Agnieszki Holland) oraz nagrania radiowe i telewizyjne.
Współpracuje z wieloma filharmoniami i teatrami (m.in. Teatr Narodowy, Opera Nova w Bydgoszczy, Łotewska Opera Narodowa). Na deskach Teatru Powszechnego w Warszawie partnerowała Krystynie Jandzie w spektaklu Maria Callas. Lekcja śpiewu. Koncertuje w kraju i za granicą.
Wielokrotnie nominowana do Paszportu Polityki (2000, 2001, 2002) oraz Fryderyków (1999, 2000, 2001, 2002, 2005). W 2014 odznaczona Brązowym Medalem "Zasłużony Kulturze – Gloria Artis".